# Market Square Arena
Market Square Arena foi uma arena coberta localizada em Indianápolis, nos Estados Unidos. Concluído em 1974, com um custo de US$ 23 milhões, teve seus grandes recordes de público com os seguintes números: 16.530 no basquete e 15.993 no hóquei no gelo. A capacidade de assentos para concertos e outros eventos foi ajustada pelo uso de grandes cortinas que fecharam as fileiras superiores.

## História
No final da década de 1960, a cidade de Indianápolis estudou várias áreas de mercado para o futuro desenvolvimento e revitalização. Estudantes de Estúdo de Design do quarto ano da Faculdade de Arquitetura e Planejamento da Ball State University reuniram-se com a prefeitura de Indianápolis para revisar e selecionar de 20 a 26 projetos para consideração. Os estudantes Joseph Mynhier e Terry Pastorino escolheram que o centro da cidade seria ideal para a arena, e projetaram o que acabaria por se tornar o Market Square Arena.
O design previsto por Mynhier e Pastorino foi posteriormente selecionado e usado como uma ferramenta promocional pela prefeitura de Indianápolis para a construção da arena. Quatro empresas de arquitetura foram selecionadas para completar o design da arena. Terry Pastorino, que trabalhou para Kennedy, Brown & Trueblood, Inc., durante o verão de 1970 no projeto, mais tarde se juntou à empresa que administrou a arena.
O design original incluiu um prédio de escritórios de quatro andares que abrange dois blocos da cidade. O Market Square Arena consiste em um design único que abrange a  Market Street. O piso de jogo foi elevado sobre a Market Street por uma garagem situada em cada lado da rua.

## Eventos Esportivos
Em 1987, Indianápolis hospedou os Jogos Pan-Americanos, e os jogos de basquete ocorreram no Market Square Arena, principalmente pela arena ter sido a casa dos Indiana Pacers, time de basquete da Associação Americana de Basquete e da Associação Nacional de Basquete, entre os anos de 1974 a 1999. O primeiro jogo de basquete dos Pacers foi um jogo de pré-temporada contra o Milwaukee Bucks, com público de 16.929 pessoas. Já o primeiro jogo ABA da temporada regular na arena foi realizado em 18 de outubro de 1974, contra o San Antonio Spurs. Os Pacers continuaram jogando no Market Square Arena depois de se filiarem à NBA. O retorno de Michael Jordan aos Chicago Bulls após sua primeira aposentadoria ocorreu justamente no Market Square Arena em uma derrota para os Pacers em 19 de março de 1995. O último jogo dos Pacers a ser jogado no Market Square Arena foi um jogo de pré-temporada de exibição contra o Utah Jazz em 23 de outubro de 1999.

## Shows
O Market Square Arena foi o principal local de concertos para praticamente todos os shows musicais nacionais e internacionais que passaram por Indiana até sua demolição, em 2001. Enquanto muitos concertos se mudaram para o anfiteatro do Centro de Música Deer Creek, aberto em 1989, o Market Square continuou sendo o principal local de concertos do Estado.
O Market Square recebeu shows de: Frank Sinatra, Eric Clapton, Kenny Rogers, Deep Purple, Cheap Trick, Kiss, e aquele que, sem dúvida nenhuma, foi seu maior evento musical: o último show de Elvis Presley, em 26 de Junho de 1977, com público de 17.000 pessoas.

## Demolição
O Market Square Arena foi demolido em 8 de julho de 2001, em uma implosão multimilionária, levando apenas 12 segundos. Antes da demolição, a superfície do basquete foi removida, encontrando-se agora no Instituto Nacional de Fitness e Esporte no Parque Estadual White River.
O estacionamento realizou um memorial para Elvis Presley, por conta da última apresentação do Rei do Rock. Este memorial foi projetado e construído por Alan Clough. Em janeiro de 2017, a Cummins abriu sua sede global de distribuição na metade sul do terreno. Um edifício de apartamentos de 28 andares, definido para conter uma loja Whole Foods, está atualmente em construção na metade norte e está aberto para o final de 2017 ou 2018.